# Eisel Károly
Eisel Károly (Sachsen–Reichenbach, 1848. – Pest, 1871. október 15.) német származású vasesztergályos, pártmunkás.

## Élete
Az 1860-as évek végén telepedett le Magyarországon. A Pest-Budai Munkásképző Egylet választmányának, illetve az I. Internacionálé pesti szekciójának tagja volt. 1871-ben a párizsi kommünnel rokonszenvező politikai vezetőket letartóztatták, így (1871. június 13-án) Eiselt is. A Hűtlenségi per egyik vádlottja volt. A fogságban megbetegedett: a dohos pincelevegő, az élősködőktől kapott fertőzés fellobbantotta lappangó betegségét, a tüdőbajt. 1871 augusztusában a váci fegyházba vitték, s tüdővérzése után átkerült a rabkórházba. 1871. október 5-én szabadon engedték, s tíz nap múlva meghalt.